# Pocillopora verrucosa
Pocillopora verrucosa, comúnmente conocida como coral coliflor, es una especie de coral pétreo de la familia Pocilloporidae. Es nativo de las partes tropicales y subtropicales de los océanos Índico y Pacífico.

## Descripción
Pocillopora verrucosa es un coral colonial y crece en grupos hemisféricos de hasta 30 cm de diámetro. Las ramas tienen entre 1 y 2 cm de espesor y generalmente tienen puntas en forma de garrote. La superficie está cubierta de grandes verrugas de hasta 6 mm altura y los coralitos (las copas pétreas de las que emergen los pólipos ) son 1 mm de diámetro. El color de este coral varía y puede ser de color verde amarillento, rosa, marrón o marrón azulado. Se diferencia de Pocillopora damicornis en que tiene ramas más anchas, algo aplanadas, con la punta en forma de maza y por el hecho de que sus verrugas son de tamaño y espaciamiento más parejos.

## Distribución y hábitat
Pocillopora verrucosa es nativa de las partes tropicales y subtropicales de los océanos Índico y Pacífico. Su amplia gama se extiende desde África Oriental y el mar Rojo hasta Japón, Indonesia, Australia, Hawái, Isla de Pascua y la costa occidental de América Central. Se encuentra a profundidades de hasta unos 54 cm, pero es más común entre 1 y 15 m. Es una especie común en la mayor parte de su área de distribución y se encuentra en arrecifes marginales y frentes de arrecife moderadamente expuestos, pero es menos tolerante que P. damicornis de sedimentos y, por lo tanto, es menos común en lagunas.

## Biología
Pocillopora verrucosa, como muchos corales, contiene algas dinoflageladas simbióticas microscópicas (zooxanthellae) que viven dentro de sus tejidos. A través de la fotosíntesis, estas algas producen moléculas ricas en energía que el coral puede asimilar. Se ha encontrado que estas algas ya están presentes en los huevos antes del desove.
Pocillopora verrucosa puede reproducirse por fragmentación, una forma de reproducción asexual. También es un hermafrodita simultáneo, pero su método reproductivo varía según su área de distribución. Cada pólipo suele contener doce gónadas, las seis más cercanas a la boca son ovarios y las otras seis espermatozoides. En Sudáfrica, los gametos se liberan simultáneamente de ambos y el desove tiene lugar en la luna nueva de enero (mediados del verano) y los gametos se liberan en la columna de agua. Sin embargo, en el atolón Enewetak en las Islas Marshall, se ha demostrado que esta especie fertiliza los huevos internamente y cría las larvas de plánula en desarrollo.

## Ecología
Varios depredadores se alimentan de este coral. Estos incluyen peces globo, peces loro y peces lima que se alimentan de las puntas de las ramas y cangrejos ermitaños que raspan el tejido esquelético. Otros animales se alimentan de los tejidos blandos y dejan el esqueleto intacto, incluidos los peces mariposa, los peces ángel y el pez damisela, Stegastes acapulcoensis. Los invertebrados que se alimentan de este coral son la estrella de mar corona de espinas (Acanthaster planci), el cauri de Jenner (Jenneria pustulata), el erizo de mar, Eucidaris galapagensis y los caracoles coralinos, especie Coralliophila. Tanto la estrella de mar como el cauri pueden matar una colonia de corales maduros despojándolos del tejido vivo.
La especie Pocillopora tienen varios simbiontes mutualistas, incluido el cangrejo, Trapezia sp., y ciertos camarones mordedores que lo protegen del ataque de su principal depredador, la estrella de mar corona de espinas.

## Estado
En general, los arrecifes de coral de todo el mundo están siendo destruidos y, aunque este coral es común y relativamente resistente, es probable que las poblaciones estén disminuyendo junto con su hábitat. Las principales amenazas son el cambio climático, la acidificación de los océanos, la decoloración y las enfermedades de los corales. La UICN ha catalogado a Pocillopora verrucosa como de "Preocupación menor" ya que considera que la tasa de disminución de sus poblaciones no es suficiente para justificar su inclusión en una categoría más amenazada. Como todos los corales, está incluido en el Apéndice II de CITES.

## Galería de imágenes

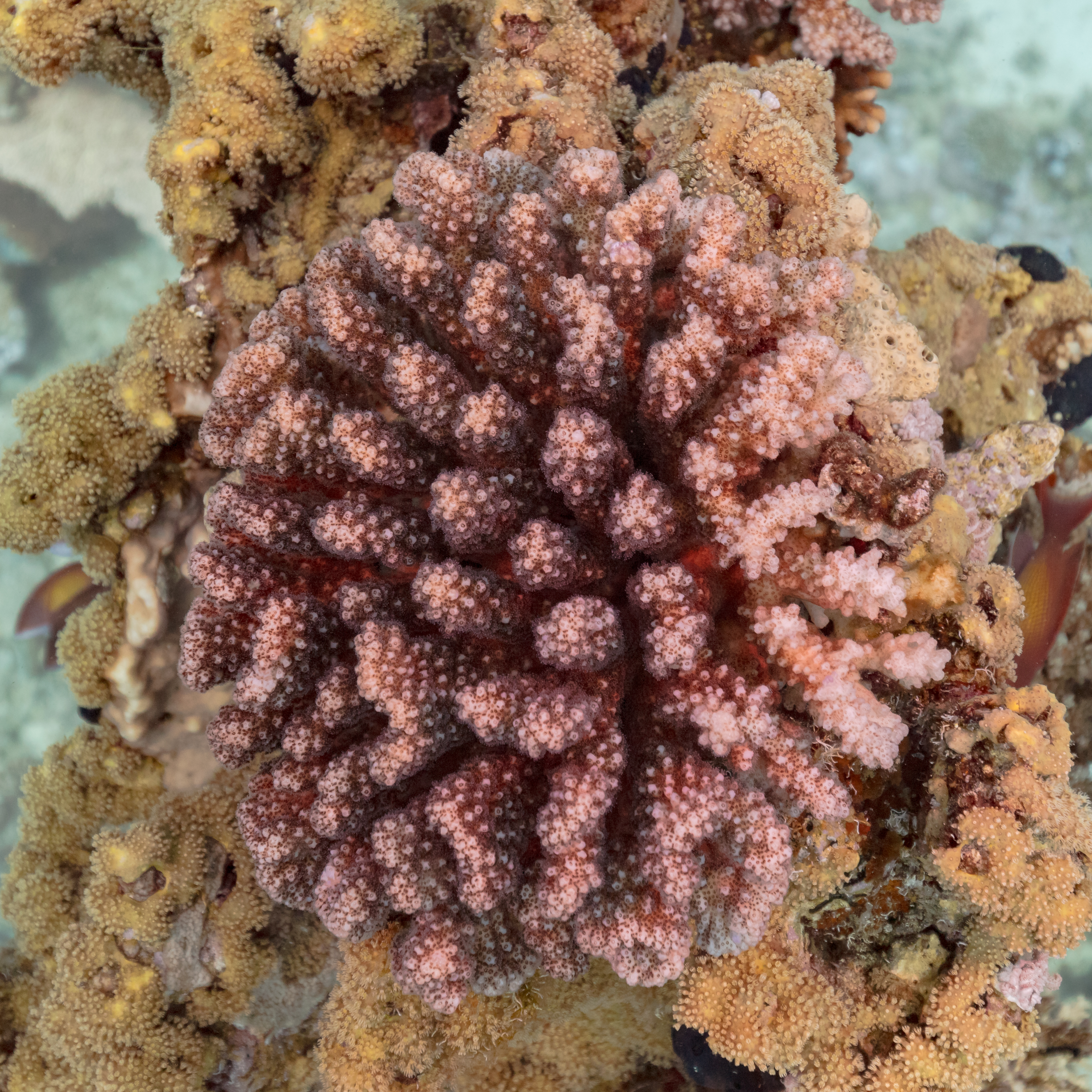
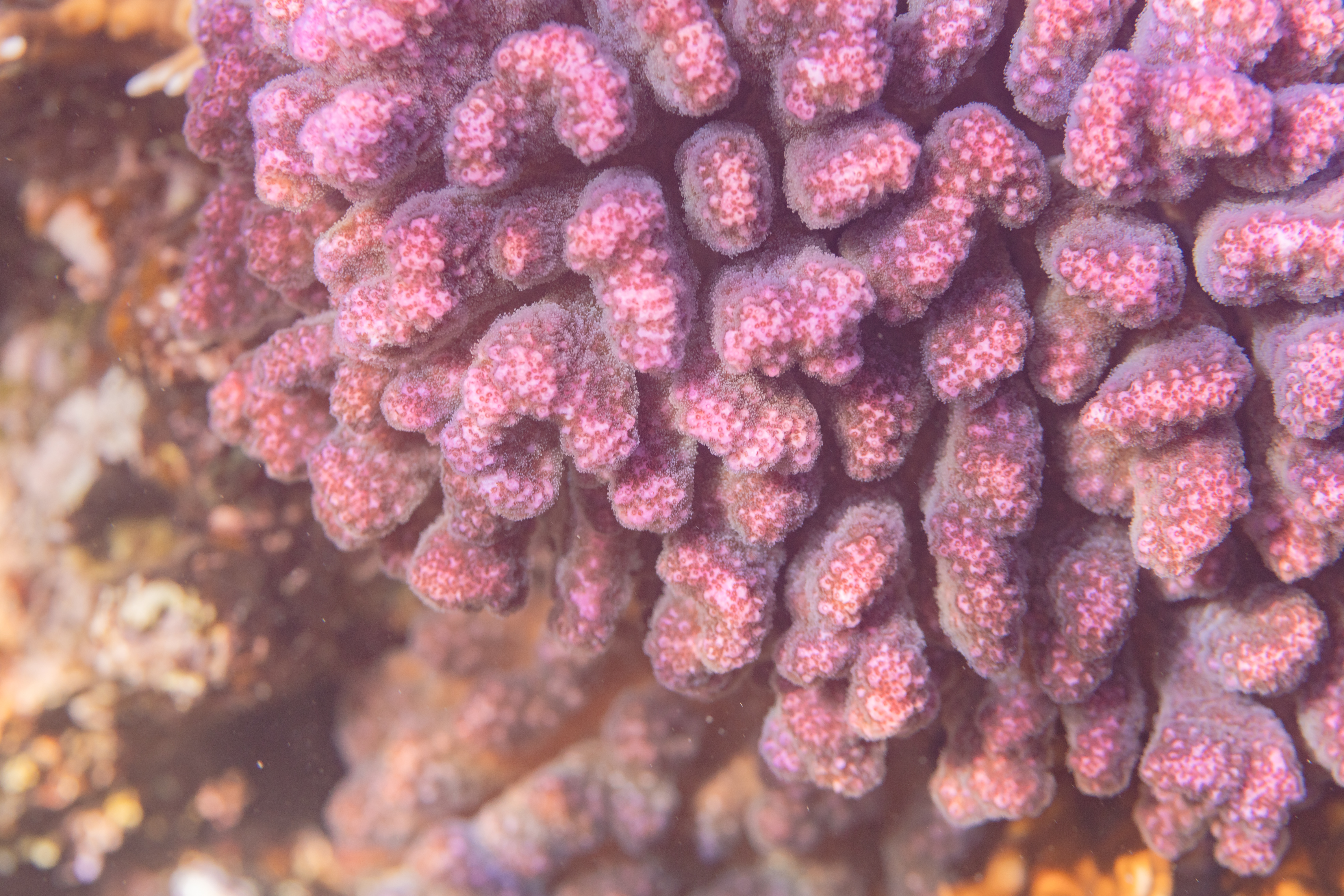
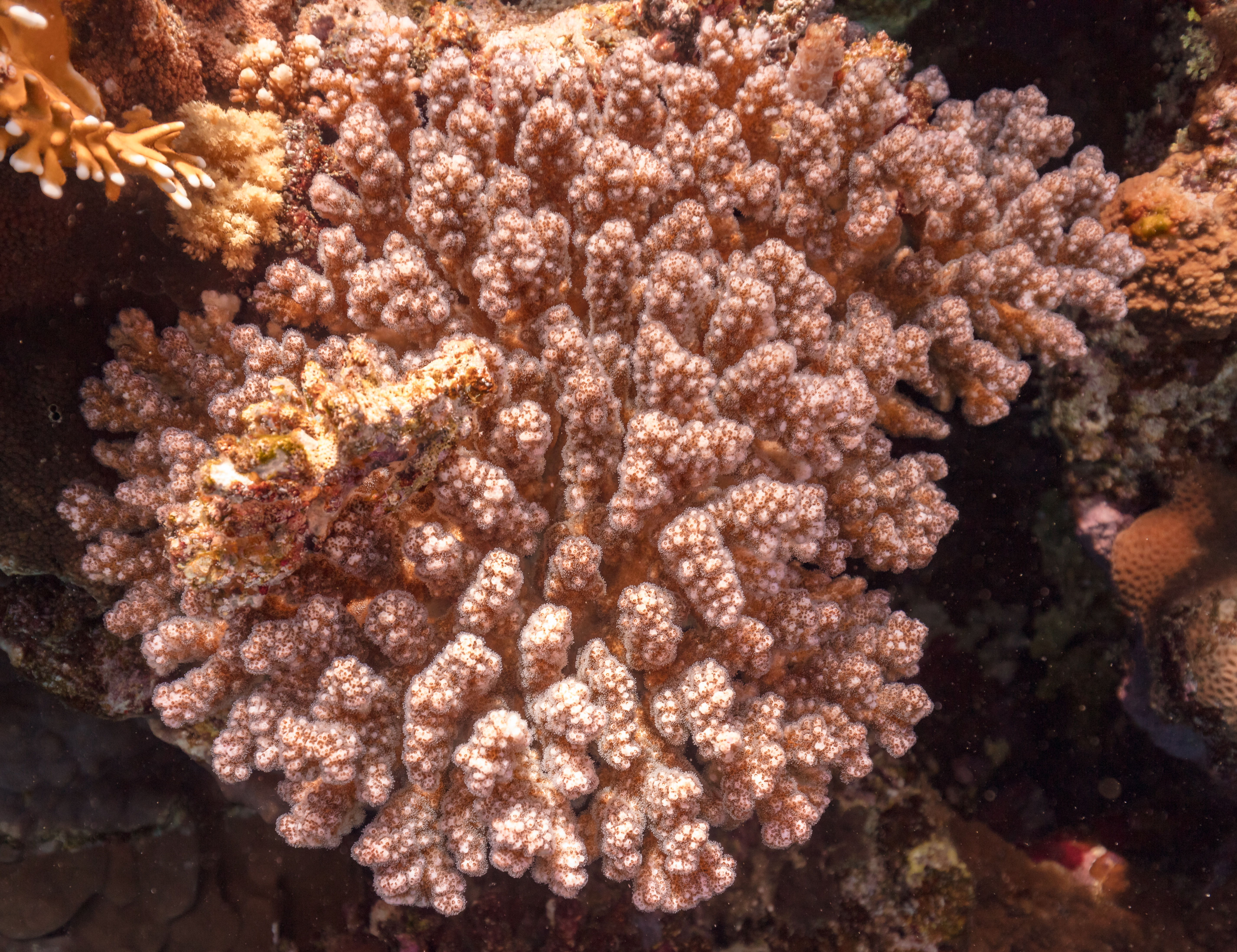
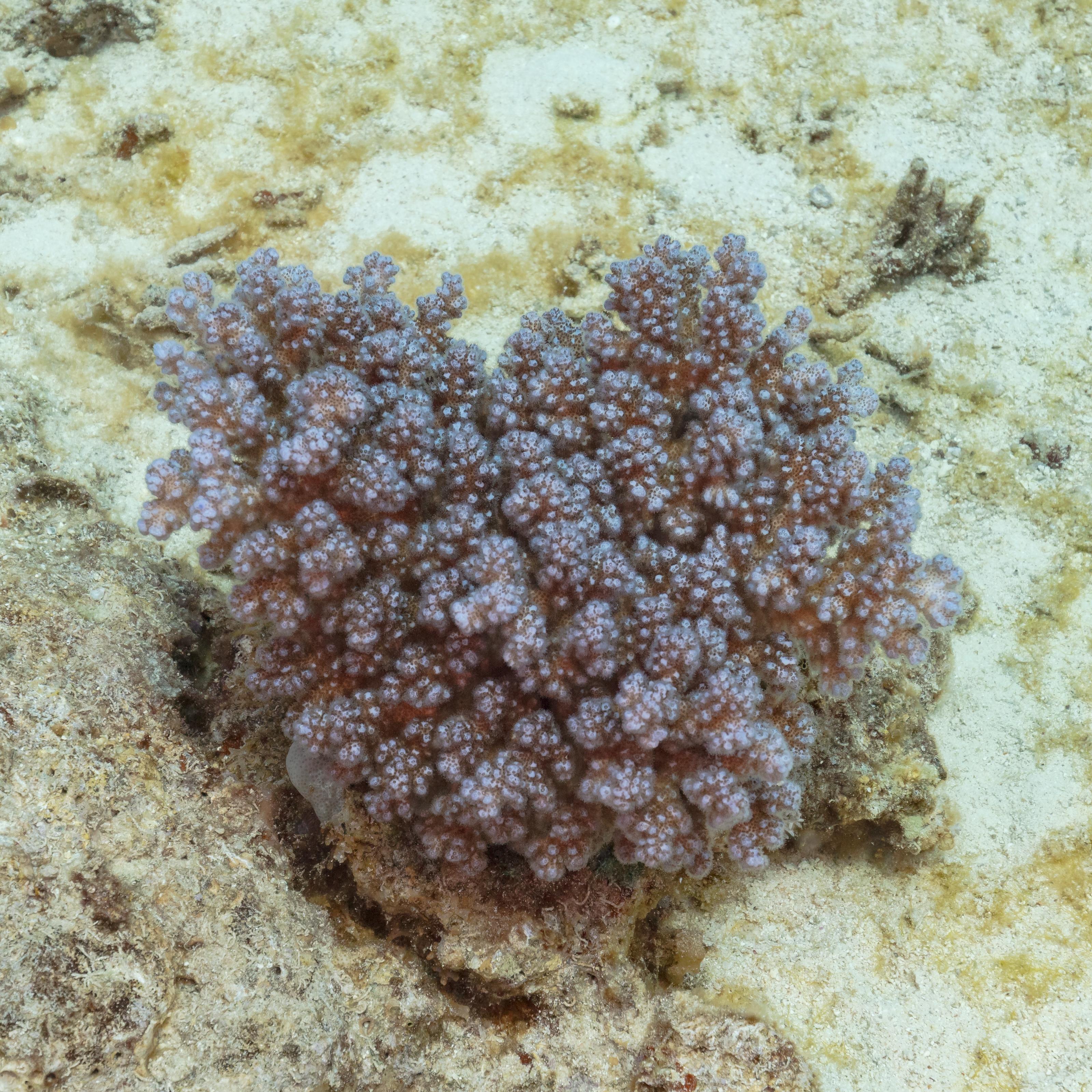
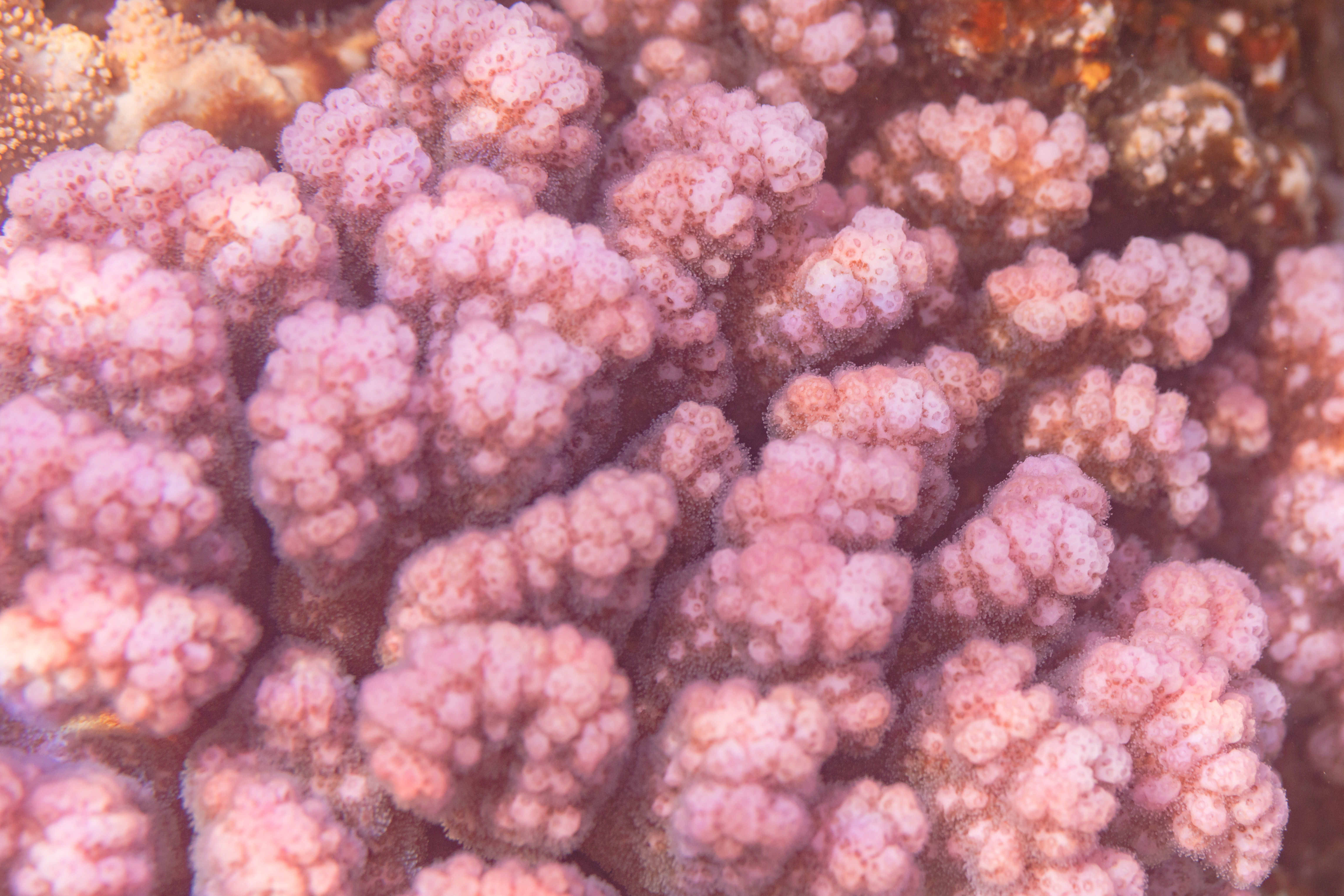
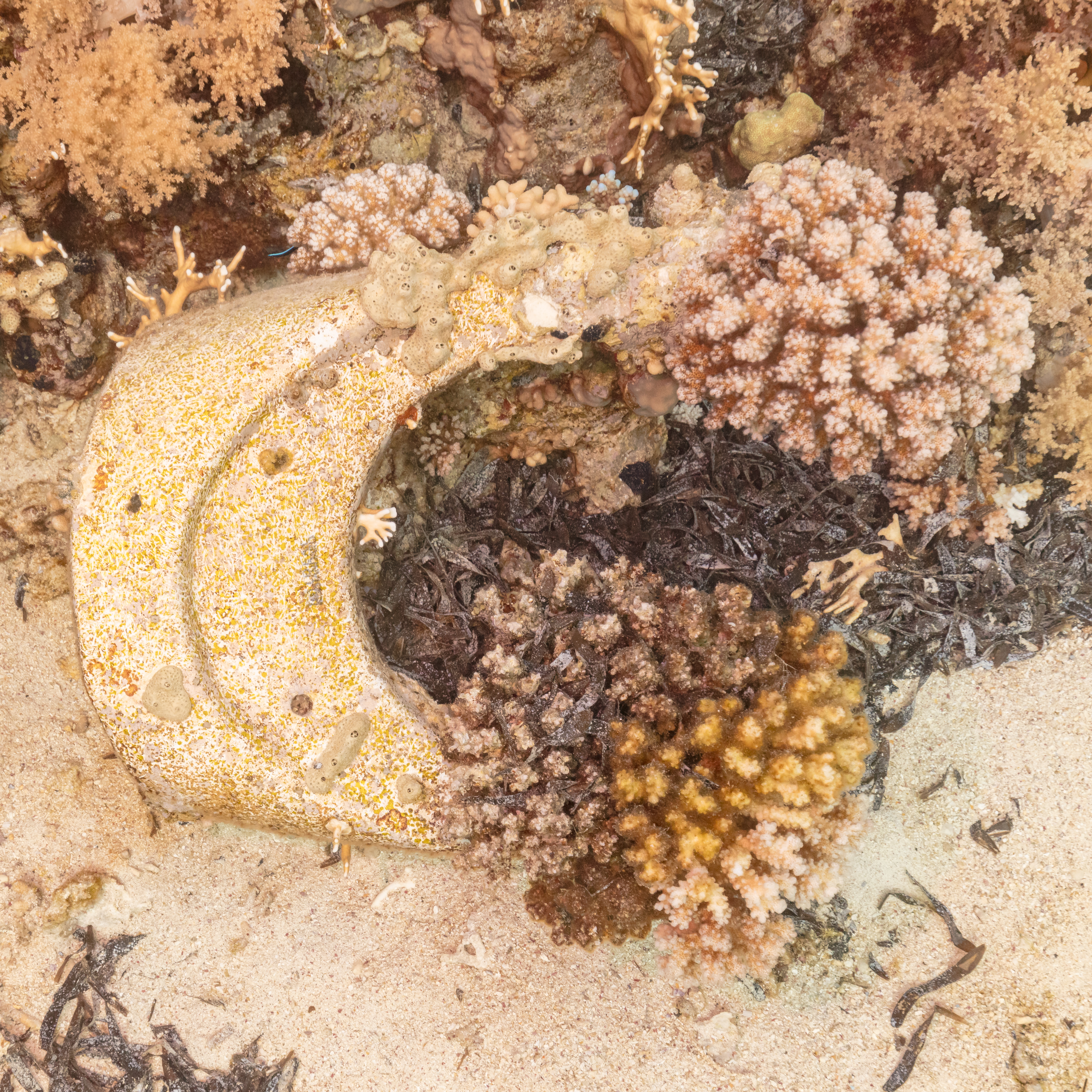